# Endotaria
Endotaria is een geslacht van rechtvleugeligen uit de familie krekels (Gryllidae). De wetenschappelijke naam van dit geslacht is voor het eerst geldig gepubliceerd in 1951 door Lucien Chopard.

## Soorten
Het geslacht Endotaria omvat de volgende soorten:
- Endotaria aptera Chopard, 1951
- Endotaria taitpulluna Otte & Alexander, 1983
- Endotaria yelta Otte & Alexander, 1983